# Toledo (Canelones)
Toledo ist eine Stadt in Uruguay.

## Geographie
Sie befindet sich im Südwesten des Departamento Canelones in dessen Sektor 16. Toledo liegt dabei mit dem südwestlichen Stadtrand unmittelbar an der Grenze zum Nachbardepartamento Montevideo, die hier vom Arroyo de Toledo gebildet wird. Wenige Kilometer westlich ist Las Piedras gelegen. Im Westen geht sie zudem fließend in die dem 6. Sektor angehörige Stadt Villa Crespo y San Andrés über.

## Geschichte
Die Örtlichkeit war früher auch unter der Bezeichnung Capilla de Doña Ana bekannt.

## Infrastruktur

### Bildung
Toledo verfügt mit dem im März 1989 zunächst als Teil des Liceo del Sauce gegründeten und seit 26. März 1993 eigenständigen Liceo de Toledo über eine weiterführende Schule (Liceo).

## Einwohner
Zu Beginn des 20. Jahrhunderts sollen in der Ortschaft rund 100 Bewohner gelebt haben. Die Einwohnerzahl von Toledo betrug beim Census des Jahres 2011 4.397. (Stand: 2011)
| Jahr | Einwohner |
| ---- | --------- |
| 1963 | 1.703     |
| 1975 | 3.065     |
| 1985 | 3.321     |
| 1996 | 3.487     |
| 2004 | 4.028     |
| 2011 | 4.397     |

Quelle: Instituto Nacional de Estadística de Uruguay

## Stadtverwaltung
Bürgermeister (Alcalde) von Toledo ist seit Juli 2010 Álvaro Gómez (Frente Amplio).

## Söhne und Töchter Toledos
- José María Giménez (* 1995), Fußballspieler